# 쓰노다 후사코
쓰노다 후사코(일본어: 角田房子, 본명: 角田フサ, 1914년 12월 5일 ~ 2010년 1월 1일)는 일본의 문학 작가이다.

## 생애
1914년(다이쇼 3년) 12월 5일 일본 도쿄부에서 태어났다. 후쿠오카 여학교(福岡女学校, 현재의 후쿠오카여학원 중·고등학교)를 졸업한 후 프랑스 파리의 소르본 대학에 진학하였으나, 제2차 세계대전 발발로 소르본 대학을 중퇴하고 일본으로 귀국하였다. 전쟁이 끝나고 남편의 전근과 함께 다시 프랑스로 건너갔다.
1960년 《문예춘추》지에 글을 기고한 것이 계기가 되어 작가의 길에 들어섰다. 1961년 〈동독의 힐다(東独のヒルダ)〉로 '문예춘추 독자상(文藝春秋読者賞)'을 수상한 것을 비롯하여 여러 상을 수상하였다. 1988년 1월 명성황후의 시해사건(을미사변)의 진상을 파헤친 논픽션 작품 《민비암살(閔妃暗殺)》을 발표하였고, 그외에도 대한민국과 일본 사이의 역사를 그린 작품을 여럿 발표하여 대한민국에도 그 이름이 알려졌다.
일본펜클럽(日本ペンクラブ)의 명예 회원이기도 하다. 2010년 1월 1일 향년 97세(만 95세)를 일기로 사망했다.

## 경력

### 주요 작품[2]
- 《東独のヒルダ (동독의 힐다)》(1961년)
- 《風の鳴る国境 (바람이 우는 국경)》(1964년)
- 《責任-ラバウルの将軍今村均 (책임 라바울의 장군 이마무라 히토시)》(1985년)
- 《閔妃暗殺-朝鮮王朝末期の国母 (민비암살 - 조선왕조 말기의 국모)》(1988년)
- 《わが祖国-禹博士の運命の種 (내 조국 - 우장춘 박사의 운명의 씨앗)》(1990년)
- 《悲しみの島サハリン-戦後責任の背景 (슬픔의 섬 사할린 - 전후 책임의 배경)》(1994년) 등 다수

### 주요 수상[2]
- 《文藝春秋読者賞 (문예춘추 독자상)》(1961년)
- 《婦人公論読者賞 (부인공론 독자상)》(1964년)
- 《新田次郎文学賞 (닛타 지로 문학상)》(1985년)
- 《新潮学芸賞 (신초 학예상)》(1988년)
- 《東京都文化賞 (도쿄 도 문화상)》(1995년)

## 에피소드

### 《민비암살》 관련
- 대한민국의 소설가 김진명은 《민비암살》을 읽고 《황태자비 납치사건》을 쓸 결심을 하게 되었다[5].
- 쓰노다는 저서 《민비암살》에서 "민비의 유체 곁에 있던 일본인들 중 나는 동포로서 도저히 글로 쓸 수 없는 행위를 한 것이 보고되었다."라고 쓰고 있는데[6], 김진명은 이것이 곧 일본인 낭도들에 의한 명성황후 시간(屍姦)이라고 주장하였다[7].
- 한양대학교 명예교수인 최문형(역사학)은 "《민비암살》은 역사 소설의 일종인데, 일부에서 이를 학문적 성과로 둔갑시키는 오류를 저지르고 있다."는 지적을 하였다[8].
- 쓰노다가 《민비암살》의 책 표지에서 명성황후로 추정되는 사진을 게재한 후, 해당 사진은 실제 명성황후의 사진인 것처럼 굳어져 갔다. 그러나 건국대학교 교수 신복룡(정치외교사)은 해당 사진은 명성황후의 사진이 아니라는 주장을 제기하였다[9].

### 기타
- 쓰노다는 평소 작품 취재를 위해 누군가를 만나야 할 때, 반드시 만날 사람의 저서나 관련 기록 등을 일본어로 번역해서 읽었다[10].